# Achelia watamu
Achelia watamu är en havsspindelart som först beskrevs av Müller, H.-G. 1990.  Achelia watamu ingår i släktet Achelia och familjen Ammotheidae. Inga underarter finns listade i Catalogue of Life.